# SUMMER～Summer Dream/Song for you/Love in the Ice～
《SUMMER～Summer Dream/Song for you/Love in the Ice～》是韩国男子团体東方神起在日本发行的第12张单曲，于2007年8月1日由rhythm zone公司发行。

## 概要
单曲分为「CD+DVD」「CD ONLY」两种版本发行，距离上张单曲发行约1个多月，是组合2007年发行的第4张单曲，也是组合首张夏日单曲。附属DVD中收录了《Summer Dream》的MV与MV的拍摄过程（只在初回限定盘中收录）。

## 收录歌曲

### CD
1. 《Summer Dream》[4:58]
  - 作词：H.U.B.、作曲：Tatta Works

《31冰淇淋》电视广告曲
2. 《Song for you》[4:31]
3. 《Love in the Ice》[5:20]
  - 作词：RYOJI SONODA、作曲：DAISUKE SUZUKI

韩剧《雪之女王》日本版片尾曲
4. 《HUG -a capella ver.-》 [1:46]
韩国出道单曲《HUG》中收录歌曲日本版的另一个版本
5. 《Summer Dream》 -Less Vocal-[4:58]
6. 《Song for you》 -Less Vocal- [4:31]
7. 《Love in the Ice》 -Less Vocal- [5:20]

### CD+DVD
CD
1. 《Summer Dream》[4:58]
2. 《Song for you》[4:31]
3. 《Love in the Ice》[5:20]
4. 《Summer Dream》 -Less Vocal-[4:58]
5. 《Song for you》 -Less Vocal- [4:31]
6. 《Love in the Ice》 -Less Vocal- [5:20]

DVD
1. 《Summer Dream 》 -Video Clip-
2. 《Summer Dream 》Off Shot Movie（只初回限定盤有收录）